# Distrito de Trou-du-Nord
El distrito de Trou-du-Nord (en francés arrondissement de Trou-du-Nord; y en criollo haitiano: awondisman Twou dinò) es una división administrativa haitiana, que está situada en el departamento de Noreste.

## División territorial
Está formado por el reagrupamiento de cuatro comunas:
- Caracol
- Sainte-Suzanne
- Terrier-Rouge
- Trou-du-Nord